# Nahuel Yeri
Nahuel Yeri (Mar del Plata, 12 settembre 1991) è un calciatore argentino, centrocampista del Ciudad de Bolívar.

## Caratteristiche tecniche
È un terzino sinistro.

## Carriera
Cresciuto nelle giovanili del Banfield, esordisce in prima squadra il 7 febbraio 2010 subentrando a Julio Marchant nel match perso per 2-1 contro il  Chacarita Juniors.
Per la stagione 2011-2012 viene ceduto in prestito al Deportivo Merlo, con cui scende in campo in 27 occasioni.

## Palmarès
- Campionato argentino di seconda divisione: 1

Banfield: 2013-2014